# Дупак, Олег Владимирович
Олег Владимирович Дупак (29 мая 1965, Бийск, Алтайский край, СССР — 22 августа 2015, Астрахань, Россия) — прокурор Астраханской области. Государственный советник юстиции 2 класса.

## Биография
В 1989 году окончил юридический факультет Томского государственного университета.
В том же году начал службу в органах прокуратуры в должности стажёра помощника прокурора Тенькинского района Магаданской области.
С 1990 по 1999 работал помощником, старшим помощником и заместителем прокурора Тенькинского района, прокурором Омсукчанского района Магаданской области.
С 1999 в течение 3 лет был начальником отдела по надзору за следствием, дознанием и оперативно-розыскной деятельностью прокуратуры Магаданской области, затем был переведен на должность старшего помощника прокурора Магаданской области по организационным вопросам и контролю исполнения.
С 26.06.2002 по 11.12.2002 работал прокурором Ленинского района г. Кирова.
С 11.12.2002 по 14.04.2004 возглавлял следственное управление прокуратуры Кировской области. С 14 апреля 2004 года — первый заместитель прокурора Кировской области
С 9 ноября 2006 по 2009 — прокурор республики Карелия.
С 17 августа 2009 года и на момент гибели — прокурор Астраханской области.
22 августа 2015 года застрелился, находясь в состоянии сильного алкогольного опьянения.
Похоронен на Макарьевском кладбище в Кирове.
Был женат, четверо детей.

## Награды
- Почётный работник прокуратуры Российской Федерации.
- Знак отличия «За верность закону» II степени.
- Заслуженный работник прокуратуры Российской Федерации.